# Sitovo
Sitovo (bulgariska: Ситово) är en ort i Bulgarien.   Den ligger i kommunen Obsjtina Sitovo och regionen Silistra, i den nordöstra delen av landet, 300 km öster om huvudstaden Sofia. Sitovo ligger 111 meter över havet och antalet invånare är 1 140.
Terrängen runt Sitovo är platt, och sluttar norrut. Runt Sitovo är det ganska glesbefolkat, med 40 invånare per kvadratkilometer.. Närmaste större samhälle är Glavinitsa, 18,4 km sydväst om Sitovo.
Trakten runt Sitovo består till största delen av jordbruksmark.